# 半分の月がのぼる空
『半分の月がのぼる空』（はんぶんのつきがのぼるそら）は、橋本紡による日本のライトノベル。また、それを原作としたメディアミックス作品である。イラストは山本ケイジが担当している。略称は「半月」。電撃文庫（メディアワークス）より2003年10月から2006年8月まで刊行された。2010年4月時点で累計発行部数は160万部を突破している。2010年には電撃文庫版をリメイクした完全版が刊行された。『このライトノベルがすごい！』作品部門では2006年版で10位を獲得している。

## 概要
不治の病に侵された少女と、同じ病院に入院した少年との出会いを通して"いつかは終わりの来る日常"を描く、恋愛小説である。作者の入院生活から生まれた作品で、作者の生まれ育った三重県伊勢市を舞台としているが、実際の伊勢とは多少異なり、作者の思い出に残されている伊勢で物語は進んでゆく（とはいえ、繁華街の衰退など、伊勢の実情を反映した描写になっており、登場人物の行動にも深く関わっている。ただし、現実と時系列が前後している記述もある）。地名なども実際の伊勢とは一部変えられている。
本作中には様々な文学小説が登場する。主なものは
- 1巻『蜜柑』（芥川龍之介）、『ピーターラビット』（ビアトリクス・ポター）
- 2巻『銀河鉄道の夜』（宮沢賢治）
- 3巻『チボー家の人々』（マルタン・デュ・ガール）
- 4巻『山月記』（中島敦）
- 5巻『人間失格』（太宰治）が出てくる。

短編でも
- 7巻（短編集1巻目）『高瀬舟』（森鷗外）
- 8巻（短編集2巻目）に『若草物語』（ルイーザ・メイ・オルコット）

が出てくる。
あとがきにて作者が語るように空想・SFなどの作品が多い電撃文庫作品の中で、このような穏やかな日常を描く作品は珍しく（特に1巻が刊行された2003年前後はその風潮が強かった）、その「日常」の中で人の死、命を扱った作品のため、ライトノベルの中ではかなりの異色作に分類される。刊行に際しては「売れなければそれで終わりだよ」と言われるなど周囲の反対が非常に強く、橋本本人はその反対を押しのけて刊行したと語っている。
多くの小説に何らかの形で猫が登場する。
不治の病で近々に死ぬ女性との恋愛物語、という点で『愛と死を見つめて』や『世界の中心で、愛をさけぶ』などと対比されることもあるが、本作品では死そのものは描かれておらず、むしろ"不特定の近未来"に訪れる死までを前向きに生きる姿を描く物語となっている。
画集「半月-HANGETSU-」収録の書き下ろし短編小説「花冠」に、本作品の主人公とヒロインの二人と思われる人物が登場する。

## 作品の舞台
小説の作者の出身地が舞台のため、伊勢の町並みがほぼ忠実に再現されており、いわゆる聖地巡礼も盛んに行われている。中でも里香と裕一が関わる特別な場所として作中に出てくる砲台山（正式名称：竜頭山）のモデルとなった虎尾山では、長年不法投棄に悩まされていた付近住民が組織した特定非営利活動法人自利利他と巡礼に訪れたファンが出会い、一緒に協力して清掃活動を行っている。なお、この里山再生活動は作者の後の作品『彩乃ちゃんのお告げ』の題材のひとつとして取り入れられている。
裕一と里香が入院しているのは「市立若葉病院」であるが、これは外見は「伊勢から少し離れた場所」の、設定は市内外の複数の病院を反映したものである。かつて個人の病院で、第1巻刊行の直前まで存在した慶應義塾伊勢慶應病院（現：伊勢ひかり病院）、伊勢市に隣接する御薗村にあった山田赤十字病院（現：伊勢赤十字病院）、そして市立である市立伊勢総合病院の要素がそれぞれ含まれている。

## あらすじ
肝炎を患って入院した戎崎裕一は、退屈な入院生活に耐えかねて夜な夜な病院を抜け出しては、看護師の谷崎亜希子に怒られる日々を送っていた。そんなある日、裕一は抜け出しの黙認と引き換えに、同じ病院に入院していた秋庭里香の話し相手になる取引を亜希子と結ぶ。
二人の距離は少しずつ近づいてゆき、里香はほとんど誰にも見せなかった笑顔を裕一に見せるようになる。ある日、里香は「自分が心臓の病気を患っており、もうすぐ死ぬ運命にあること」を裕一に告げる。裕一は戸惑いながらも、自分が里香を意識し始めていることに気づく。
里香と二人で病院を脱走して訪れた「里香の思い出の地、砲台山」で、裕一は知る。里香は、もはや生きる希望を失っている事を。そして里香もまた、知る事になる。裕一の想いを。その想いを知った時、里香は再び生きる希望を取り戻し始める。病院や高校、伊勢の町を舞台に、里香、亜希子、主治医の夏目といった、彼を取り巻く人々との関わりを含め、物語は進んでゆく。

## 登場人物
戎崎 裕一（えざき ゆういち）
本作の主人公。17歳の高校2年生。父親は既に他界しており、家庭を顧みなかった父親に対しては嫌悪の感情を抱いているが、その父親を憎みきれていないという一面も併せ持つ。A型肝炎で若葉病院に入院する。里香に好意を抱くようになる。
様々なことを考えすぎる性格をしており、良い方向に働くこともあるが、大失敗を犯すこともある。その反面、思い立ったことはすぐ行動する面もある。
里香に写真をとって欲しいと頼まれたのがきっかけでカメラに興味を持つようになる。プロレスおたくの気もある。小学生時代の事件で「サンマン」（3万）というあだ名があるが、本人は嫌っている。
退院後、進級の試験を風邪のせいで受けることができず留年してしまう。
秋庭 里香（あきば りか）
本作のヒロイン。17歳。裕一と同じく、父親をすでに亡くしている。頭は良いが性格はわがままで狡猾。心臓に父親と同じ病気（先天性心臓弁膜症）を持ち、父親と同じで心臓の組織が脆いため手術が難しい体を持つ。幼い時から入院生活をしているせいか、非常に我が強く気難しい性格で裕一だけでなく、医者や看護師まで振り回すことが多い。
気に入らないことがあるとすぐに癇癪を起こしたり暴言を吐いたり、看護師を泣かせたりとパワハラまがいのことも平気でするなどかなりのトラブルメーカー。
伊勢の病院に転院する前の病院の浜松で担当の医師におかず、お粥、味噌汁などをかけた経歴があり。プリンだけは残していた。入院する前に父親に連れて行ってもらった砲台山を探していたが、あるきっかけで裕一と共にバイク（原付）で砲台山へ連れて行ってもらい、それ以降次第に裕一に心を開いていく。手術は成功したが、病気は完治することのないため、夏目によると、余命は明日までかもしれないし、ずっと先までかもしれない。（豆腐を無理やり縫ってつないでいるような血管であるらしく、里香を想う裕一にとっては小夜子を想っていた吾郎同様に、手術が失敗するより辛い日々になることが伝えられた。）
退院後は裕一と同じ学校へ通うようになるが、ずっと病院にいたため、18歳の1年生である。しかし、難しい編入試験を突破したり、（裕一や）他人に勉強を教えたりと、成績はかなり優秀。学校一の美人にして学校一の貧乳（後者に関して、本人は断固否定）。彼女と話したいためだけに、勉強のことを聞こうとする下級生もいるほど。
谷崎 亜希子（たにざき あきこ）
元ヤンキーの看護師。いつも優しい看護師でありたいとは思っているが、裏腹に言動は乱暴で、口よりも先に手が出てしまう性分。しかし、心中では裕一と里香のことを優しく見守る。昔はCB400に乗っていた。現在の愛車はS15シルビアで、時折走り屋としての一面を覗かせる事も。また、煙草が大好きで、中学3年の時には既にヤニ用歯磨きを使用。煙で輪を3つ作る事ができる。また、ヤンキー時代は『世露死苦』などの刺繍の入った服を着用していたこともあった。漁師町の出身で、父親も漁師。ニュルニュルニョロニョロしたものが大嫌いという一面もある。
夏目 吾郎（なつめ ごろう）
医者で、里香の主治医。腕は良いが怠惰な部分もある。裕一には厳しい態度を取る（というよりいやがらせをする）ため、彼からは敬遠されている。自分自身の過去の境遇と裕一の現在の境遇にある類似点を感じ、裕一をかつての自分と重ね合わせて見ているところがあった。そのため最初のうちは裕一と里香の関係を危惧していて、二人の仲を良く思っていなかった。元はK大学でエリートコースを歩んでいたが、小夜子のために大学を去り、静岡の病院に移った。小夜子の命が残り少ないことを悟った以降は怪しげな宗教に大金を費やしてまで頼ったり、病院で他の女性と肉体関係をもつなど自暴自棄になったこともある。その際はかつて自分と同じようにエリートコースを去った正岡を内心で嘲笑っていた自分には相応しい境遇になったのだと自嘲しており、浮気までしていた自分を笑って迎えてくれる小夜子の笑顔で正気を取り戻したという日々もあった。
夏目 小夜子（なつめ さよこ）
夏目吾郎の妻。夏目吾郎が裕一と里香の関係に固執する要因となっている人物。吾郎とは高校生の頃から付き合い始め、大学卒業と同時に結婚した。しかし、数年前に特発性拡張型心筋症で亡くなった。旧姓は樋口。自称『猫力』の持ち主。小夜子の寿命を悟った吾郎が自暴自棄の末に他の女性に手を出していることも知っていたらしく、それでも最後まで吾郎を笑って出迎えていた。
世古口 司（せこぐち つかさ）
裕一のよき親友。大柄な体格で、天体や料理が好きな「気は優しくて力持ち」を地で行く少年。料理の腕は抜群で、そのため女子からの人気が高い。将来は料理人になり、自分の店を持つのが夢。周りに隠してはいるが（ただしバレバレ）、超のつくプロレス（特にルチャリブレ）おたく。自室の箪笥の引き出しにはいくつものルチャリブレのレスラーのマスクが収納されている。作中でもマスクをかぶってバレバレの変装をすることもある。なお、同じくプロレスおたくの兄である世古口鉄がいる。後にある出来事がきっかけで水谷みゆきと付き合うようになる。
山西 保（やまにし たもつ）
裕一の幼馴染。軽い性格。賞味期限の切れた赤福の食べ過ぎによる腹痛といった、周りから軽視されやすい行動が目立つ。毎回何かしらの騒動を起こす。軽い性格の反面、思い悩むこともしばしばあり、裕一には『根暗』と言われる。「タイシ」というあだ名がある。鉄道ファンであり、少なくとも「モハとキハの違い」が分かる程度の知識はあるらしい。
水谷 みゆき（みずたに みゆき）
裕一の幼馴染。以前は裕一とよく一緒に行動していたが、最近は何となく疎遠になっていた。裕一が里香の要求をかなえる為の頼み事を彼女にしたのがきっかけで、再び友達づきあいが始まる。里香とも親しくなり、後に里香の一番の友人となる。昔、偶然裕一に胸をつかまれたことがある。後にある出来事がきっかけで世古口司と付き合うようになる。
多田 吉蔵（ただ よしぞう）
病院の入院患者としては古株の爺さん。「多田コレクション」と呼ばれる大量のエロ本を所有している。裕一の入院中に亡くなる。最後の遺言により「多田コレクション」を裕一へ譲り、後の「戎崎コレクション」となる。
戎崎 誠一（えざき せいいち）
戎崎裕一の父。かなりのギャンブル好きで、酒乱。裕一や裕一の母を困らせていたが、裕一に『好きな女を大切にしろ』と言って、酒で体を壊し亡くなった。
秋庭 玲二（あきば れいじ）
秋庭里香の父。読書家でかなりの小説を持っていた。里香と同じ心臓の病気（先天性心臓弁膜症）で、手術中に亡くなった。
与謝野 美沙子（よさの みさこ）
東京から里帰りしてきた、谷崎亜希子の友人。露出度が高い服を好み、胸もかなり大きくスタイルも良い。東京でモデルをやっていたらしいが病気の父親の看病のため戻ってきた。
裕一と出逢った際に気のある様子であったが次第に精神的に不安定になっていたらしく、心情の不安定な裕一と再会した際はすぐに誘惑した。肉体関係をもつ寸前までいくが、美沙子の不安定さを察した亜希子の介入で失敗に終わる。愛車はプジョー。
世古口 鉄（せこぐち てつ）
司の兄。色々な伝説を持つ。高校生時代三重県最大の暴走族の総長だった。身長190cm以上・体重100kgと体格に優れ、高砂部屋、みちのくプロレスからスカウトが来た。使用マスクは、ミル・マスカラス。
加世子（かよこ）
山西の彼女。裕一いわく「派手な感じの、けっこう可愛い女の子」別の男との浮気が山西にばれて別れてしまう。
近松 覚正（ちかまつ かくしょう）
裕一たちが通う高校の教師で、とても厳しく、生徒たちからは「鬼大仏」と呼ばれている。42歳でお寺の跡取り息子でもある。
太宰（だざい）
裕一たちが通う高校の教師で、日本文学に詳しい様。女子に人気がある。
久保田 明美（くぼた あけみ）
亜希子の後輩の看護師。亜希子曰く「自分とは正反対のタイプ」。裕一達が通う高校の卒業生で、元演劇部。夏目に恋心を抱いていた。
世古口 三郎（せこぐち さぶろう）
司の祖父で、「まんぷく亭」の最古参の常連。
東条 鋼蔵（とうじょう こうぞう）
若葉病院の院長であり、三重県医学会の重鎮。父親は軍医の最高位を極めた人物で、その父への憧れの気持ちが高じた結果、極右的な思想を持つに至り、その思想が後に若葉病院を揺るがす大騒動を招くことになる。
森（もり）
夏目吾郎の高校時代の友達。
沢口 有希（さわぐち ゆき）
夏目吾郎が研修医をしていた病院の看護婦。夏目に気があるようで、幾度と誘惑した。新訂版では大塚直子（おおつか なおこ）と名前が変わっている。
田島（たじま）
夏目吾郎の二つ年上の先輩で、夏目と同じ病院でアルバイトをしていた。
正岡（まさおか）
夏目吾郎と同じ医局に属していて、夏目のライバルだったが、島根のS病院に出た。
夏目との最後の食事では互いに紳士的に別れたものの、去り際の視線は互いに羨望と嫉妬まみれのものだったらしい。このため後に同じく左遷対象となった夏目は当時の正岡が自分に対しどういう感情を抱いていたか、よく理解できる要因となっている。
佐和（さわ）
裕一が気を失っている間に出てきた、夢の中での上司。
中原 義晴（なかはら よしはる）
トヨタ・カムリを愛車とする会社員。伊勢志摩スカイラインで亜希子と会った直後に事故を起こし、若葉病院に検査入院する。その後、次第に亜希子と親密になっていく。
岸田 まり子（きしだ まりこ）
裕一が通っていた塾のアルバイトの講師。大学生だが、下手すると中学生に見えかねないほどの童顔。夏期講習の終わりに裕一と仲違いする。
吉野 綾子（よしの あやこ）
8巻に登場。当時中学3年。欠席中（盲腸と鎖骨骨折）のクラス代表二人の代わりに幣原病院で入院中の里香にプリントを届ける。
武者小路さん（むしゃのこうじ）
裕一の家の隣に住んでいた人。
紘子（ひろこ）
画集「半月-HANGETSU-」収録の書き下ろし短編小説「花冠」に登場。21歳。美人で、多くの男性から想いを寄せられているが、彼氏はいない。ややサバサバした性格。岡島とドライブで行った先の伊勢で、裕一と里香だと思われる二人、そしてその娘に出会う。
岡島（おかじま）
画集「半月-HANGETSU-」収録の書き下ろし短編小説「花冠」に登場。20歳。紘子に想いを寄せている。

## 既刊一覧

### 小説

#### 電撃文庫版
- 橋本紡（著）・山本ケイジ（イラスト）、メディアワークス〈電撃文庫〉、全8巻
  - 『半分の月がのぼる空 looking up at the half-moon』、2003年10月25日初版発行（10月10日発売[17]）、ISBN 4-8402-2488-9
  - 『半分の月がのぼる空 waiting for the half-moon』、2004年2月25日初版発行（2月10日発売[18]）、ISBN 4-8402-2606-7
  - 『半分の月がのぼる空 wishing upon the half-moon』、2004年9月25日初版発行（9月10日発売[19]）、ISBN 4-8402-2783-7
  - 『半分の月がのぼる空 grabbing at the half-moon』、2005年2月25日初版発行（2月10日発売[20]）、ISBN 4-8402-2936-8
  - 『半分の月がのぼる空 long long walking under the half-moon』、2005年9月25日初版発行（9月10日発売[21]）、ISBN 4-8402-3145-1
  - 『半分の月がのぼる空 life goes on』、2006年2月25日初版発行（2月10日発売[22]）、ISBN 4-8402-3306-3
  - 『半分の月がのぼる空 another side of the moon-first quarter』、2006年6月25日初版発行（6月10日発売[23]）、ISBN 4-8402-3450-7
  - 『半分の月がのぼる空 another side of the moon-last quarter』、2006年8月25日初版発行（8月10日発売[24]）、ISBN 4-8402-3519-8

#### 完全版
原稿を精査し、文章の大幅な書き直し、構成の見直し、台詞の伊勢弁への修正など、大幅な改稿がなされたリメイク版。挿絵は全て削除されており、口絵に裕一と里香のイラストが描かれているのみとなっている。完全版でリメイクされたのは電撃文庫版第5巻までで、「第二部」にあたる6巻および、短編集である7巻・8巻はリメイクされていない。
- 橋本紡（著）・山本ケイジ（イラスト）、アスキー・メディアワークス〈電撃の単行本〉、全2巻
  - 『半分の月がのぼる空＜上＞』、2010年4月3日初版発行（同日発売[25]）、ISBN 978-4-04-868519-1
  - 『半分の月がのぼる空＜下＞』、2010年5月25日初版発行（同日発売[26]）、ISBN 978-4-04-868520-7

### 漫画
「月刊電撃コミックガオ!」上で「半分の月がのぼる空 The skies of the rising half-moon」としてコミック化された。作画はB.たろう、キャラクターデザインは山本ケイジ。作者の体調不良により2007年3月号より長期休載していたが2008年4月号でコミックガオ!が休刊することになり、連載中止が紙面にて発表され、1年以上の休載期間を挟んでの連載中止となった。
- 橋本紡（原作）・山本ケイジ（キャラクターデザイン）・B.たろう（作画） 『半分の月がのぼる空』 メディアワークス〈電撃コミックス〉、全2巻
  1. 2006年2月27日発売[27]、ISBN 4-8402-3371-3
  2. 2006年12月16日発売[28]、ISBN 4-8402-3704-2

### 関連書籍

#### 画集
- 『山本ケイジ画集 半月-HANGETSU-』、2006年12月22日発売[29]、ISBN 4-8402-3696-8
  - 小説のイラストレーターである山本ケイジの「半分の月がのぼる空」の画集。橋本紡の書き下ろし短編小説「花冠」も載っている。
- 『超肉画集 新月-SHINGETSU-』、2008年3月26日発売[30]、ISBN 978-4-8402-4236-3
  - 山本ケイジの別名である超肉名義での画集。ドラマCDジャケット絵が収録されている。

#### ビジュアルノベル
- 『半分の月がのぼる空 one day』、2006年1月27日発売[31]、ISBN 4-8402-3223-7
  - 時期としては5巻と6巻の間に位置する。裕一と里香の退院直後のエピソード。

## ドラマCD
半分の月がのぼる空 waiting for the half-moon
電撃hp Volume34、電撃の缶詰誌上で通信販売専用で販売されたドラマCD。
通販特典として、ポストカードセットがつく。
- 封入品
  - 『半分の月がのぼる空』ドラマCD
  - 橋本紡書き下ろし小説『半分の月がのぼる空』ミニ文庫（気持ちの置き場所）
  - イラスト付き豪華布製ブックカバー
  - オリジナルしおり3枚組セット

- 内容
  - 金色の思い出
  - 市立若葉病院・猥画騒動顛末記

- 声の出演
  - 戎崎裕一：関智一
  - 秋庭里香：川澄綾子
  - 多田吉蔵：矢田耕司
  - 谷崎亜希子：廣津佑希子
  - 世古口司：三浦祥朗
  - 小林喜多二：佐藤正治
  - 東条銅蔵：郷里大輔

半分の月がのぼる空（Vol.1-5）
2006年10月から3ヶ月連続でリリースされる（ただしVol.3は諸事情により発売日が12月20日から1月31日に変更）。キャストも全く新しく組み直されている。当初はvol.1-3の予定だったが、ファンからの要望によりvol.4、5の製作が決定した。vol.4、5は、それぞれ2007年5月30日発売、8月24日発売（当初、7月25日の予定だったが諸事情につき変更）。また、2008年3月にはボーカル新曲を含む2枚組のコンプリートサウンドトラックスが発売された。
- リリースタイトル
  - ドラマCD 半分の月がのぼる空 vol.1 初回限定版
  - ドラマCD 半分の月がのぼる空 vol.1 通常版
  - ドラマCD 半分の月がのぼる空 vol.2
  - ドラマCD 半分の月がのぼる空 vol.3
  - ドラマCD 半分の月がのぼる空 vol.4
  - ドラマCD 半分の月がのぼる空 vol.5
  - ドラマCD 半分の月がのぼる空 コンプリートサウンドトラックス

- 声の出演
  - 戎崎裕一 - 水島大宙
  - 秋庭里香 - 田村ゆかり
  - 夏目吾郎 - 小西克幸
  - 谷崎亜希子 - 雪野五月
  - 夏目小夜子 - 平野綾
  - 世古口司 - 石塚堅
  - 水谷みゆき - 水橋かおり
  - 山西保 - 泰勇気
  - 多田吉蔵 - 西川幾雄
  - 戎崎誠一 - 檜山修之
  - 秋庭玲二 - 遊佐浩二

## アニメ
2006年1月12日から2月23日まで、WOWOWにてノンスクランブル放送された。全6話。
2007年1月5日から2月9日まで、TOKYO MXにて放送された他、2007年10月8日から10月29日まで、tvkで傑作選として1〜4話を放送した。

### 声の出演
- 戎崎裕一 - 鈴村健一[33]
- 秋庭里香 - 高橋美佳子[33]
- 多田吉蔵 - 矢田耕司[33]
- 谷崎亜希子 - 小平有希[33]
- 世古口司 - 小伏伸之[33]
- 水谷みゆき - 松岡由貴[33]
- 山西保 - 笹沼晃[33]
- 夏目吾郎 - 平田広明[33]
- 夏目小夜子 - 松来未祐
- 与謝野美沙子 - 小林沙苗
- 世古口鉄 - 高塚正也

### スタッフ
- 原作 - 橋本紡[33]
- 挿絵 - 山本ケイジ（メディアワークス電撃文庫刊）[33]
- 監督 - ユキヒロマツシタ[33]
- シリーズ構成・脚本 - 高山カツヒコ[33]
- キャラクターデザイン・総作画監督 - 小原充[33]
- 美術監督 - 中村隆[33]、楠元祐也
- 色彩設定 - 長谷川一美
- 撮影監督 - 佐藤陽一郎[33]
- 編集 - 岡祐司[33]
- 音楽 - 光宗信吉[33]
- 音響監督 - 榎本崇宏[33]
- アニメーションプロデューサー - 川人憲治郎
- プロデューサー - 石黒達也
- アニメーション制作 - グループ・タック[33]
- 製作 - ポニーキャニオン[33]

### 主題歌
オープニングテーマ「青い幸福」
作詞・作曲 - 相澤大(macado) / 編曲 - 凸(macado) / 歌 - nobuko
エンディングテーマ「記憶のカケラ」
作詞 - 平野ハイジ / 作曲・編曲 - 凸(macado) / 歌 - nobuko

### 各話リスト
| 話数  | サブタイトル                   | 絵コンテ         | 演出       | 作画監督             |
| ----- | ------------------------------ | ---------------- | ---------- | -------------------- |
| 第1話 | 亜希子さんと少女と芥川龍之介   | ユキヒロマツシタ | 飯村正之   | 吉本拓二、藤原未来夫 |
| 第2話 | 多田コレクションの相続         | 谷田部勝義       | 谷田部勝義 | 服部憲知             |
| 第3話 | 戎崎コレクションの終焉〜そして | 武内宣之         | 平田豊     | 阿部弘樹             |
| 第4話 | 一日だけのスクールライフ       | 七条時貴         | 七条時貴   | 吉本拓二、藤原未来夫 |
| 第5話 | とめられた一分                 | 高田耕一         | 飯村正之   | 服部憲知             |
| 第6話 | 僕たちの両手は                 | 武内宣之         | 武内宣之   | 小原充               |

### 関連商品
- 半分の月がのぼる空 オリジナル・サウンドトラック
- DVD 半分の月がのぼる空 全3巻
- DVD 半分の月がのぼる空 プレミアムBOX（DVD BOX）

### Webラジオ
アニメ公式サイト内にて「高橋美佳子のmoonlight café」のタイトルで2006年3月から同年4月まで配信された。パーソナリティーはテレビアニメ・ドラマCDで秋庭里香役を演じた高橋美佳子。

#### 配信日
| 回     | 配信日        | 放送時間 | 終わりのセリフ                                                                |
| ------ | ------------- | -------- | ----------------------------------------------------------------------------- |
| 第1回  | 2006年3月3日  | 約21分   | 「聴いてくれなきゃ、絶対に許さないんだから!!」                                |
| 第2回  | 2006年3月10日 | 約26分   | 「次回も聴いてくれたら許してあげる･･･」                                       |
| 第3回  | 2006年3月17日 | 約25分   | 「次回もちゃんと聴いてよ、絶対だからね!」                                     |
| 第4回  | 2006年3月24日 | 約26分   | 「また、今度も会えるよね? 約束してよ!」                                       |
| 第5回  | 2006年3月31日 | 約30分   | 「きっと･･･じゃない、必ず来るよね? ううん、絶対に来てよ!!」                   |
| 最終回 | 2006年4月7日  | 約32分   | 「"さよなら"は言わないよ。また、どっかで会おうね! それから･･･、ありがとう!!」 |

#### コーナー
メール紹介
番組の大半は、番組に寄せられたメールの紹介である。なお、特に番組で行うコーナーを決めていなかったので、高橋は回毎に「コーナー」と呼んでいた。
入院体験談 （第2回）
ストーリーの舞台が「病院」ということで、入院体験談のメールが多いことから、入院にまつわるエピソードを中心に紹介する時間である。
僕の私の名場面 （第4回）
原作・アニメを通じて、『半分の月がのぼる空』の名場面を振り返り回想するコーナー。
許して! 里香 （第2回）
番組に寄せられた過去の罪や後悔、残念なエピソードのメールに里香が叱ったり容赦なく突っ込みを入れたりするコーナー。
多田コレクションばかり読んでいる裕一が里香に嫌われないようにもっとちゃんとした本を読ませてあげよう （第5回）
多田コレクションの○×本を読んでいるのを見られたことで、里香に寒空の下放置された裕一に本を紹介して、嫌われることがないように導いてあげるコーナー。
メールで多かった作品をおススメの本として、ランキング形式で1位から紹介された
秋庭里香役の私、高橋美佳子のこの一冊 （第5回）
高橋美佳子が最近読んだ小説を紹介するコーナー。
ランキングに入らなかった作品紹介のメールを読んでいた高橋が衝動的に始めた突発的コーナー（「多田コレクションばかり〜」の一部である）。
moonlight アンケート。三十番勝負! （最終回）
リスナーのメールを参考にしてスタッフが考えた質問に、高橋が一問一答方式で答えるという突発企画。

## テレビドラマ

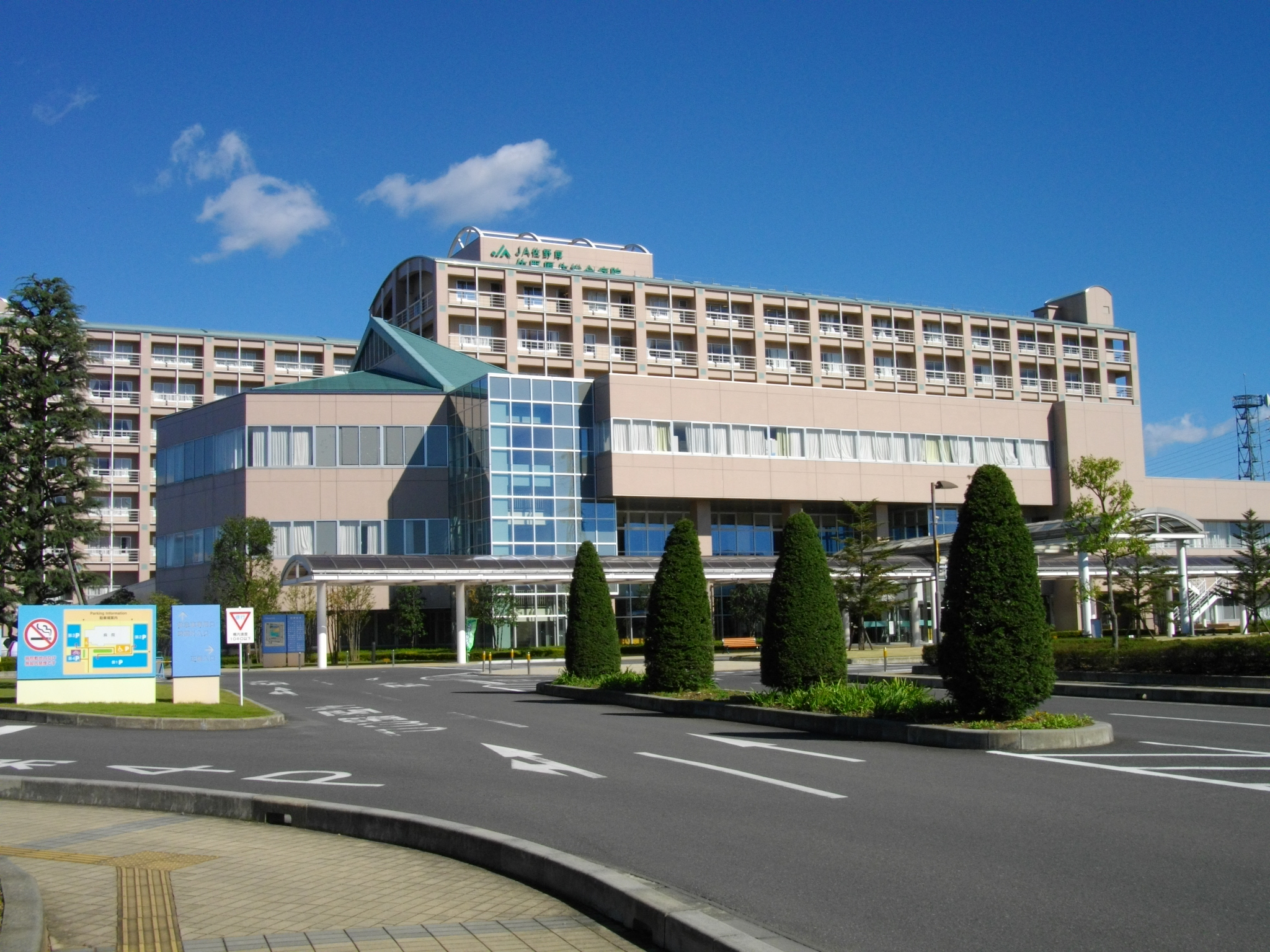
ロケ地となった佐野厚生総合病院

テレビ東京にて2006年10月2日から月曜26:00-26:30に放送、全13話。系列外の西日本放送でも2007年8月22日・群馬テレビでも2007年8月30日から放送されている。電撃文庫としては初のテレビドラマ。
テレビドラマ版では、原作の舞台である三重県伊勢市ではなく、栃木県佐野市で撮影が行われている。

### キャスト（テレビドラマ）
- 戎崎裕一 - 橋本淳[35]
- 秋庭里香 - 石田未来[35]
- 里香の担当医 夏目吾郎 - 岡田浩暉[35]
- 看護師 谷崎亜希子 - 吉野公佳[35]
- 裕一の同級生 世古口司/ダーティー仮面 - 中山卓也[35]
- 裕一の同級生 山西保 - 中川真吾[35]
- 裕一の幼なじみ 水谷みゆき - 柏木貴代[35]
- 亜希子の後輩看護師 真奈美 - 小澤絵理菜
- 里香の母親 里津子 - 長野里美
- エロ本収集家 多田吉蔵 - 久保晶

### スタッフ（テレビドラマ）
- 原作 - 橋本紡『半分の月がのぼる空』（電撃文庫刊）[35]
- 監督 - 位部将[35]人、日比野朗[35]、遠藤光貴、東條政利
- 脚本 - 児玉頼子[35]
- エグゼクティブ・プロデューサー - 假屋勝、出原隆史
- 企画プロデューサー - 花村佳代子、武藤誉
- プロデューサー - 霜田一寿[35]、西前俊典[35]
- ライン・プロデューサー - 赤間俊秀
- プロデューサー・アシスタント - 本村栄理子

### 主題歌（テレビドラマ）
- オープニングテーマ『エンドレス・ループ』（sacra）
- エンディングテーマ『Sunshine Of Your Love』（I-lulu）

### サブタイトル
1. 「亜希子さんと少女と芥川龍之介」
2. 「僕たちの終わりある世界」
3. 「砲台山へ至る道」
4. 「戎崎コレクションの終焉 そのいち」
5. 「戎崎コレクションの終焉 そのに」
6. 「零れたものと拾ったもの」
7. 「一日だけのスクールライフ」
8. 「とめられた一分 前編」
9. 「とめられた一分 後編」
10. 「灰色のノート」
11. 「最悪の結末」
12. 「僕たちの両手は」
13. 「半分の月の下」

### 主なロケ地（テレビドラマ）
- 佐野厚生総合病院

## 映画

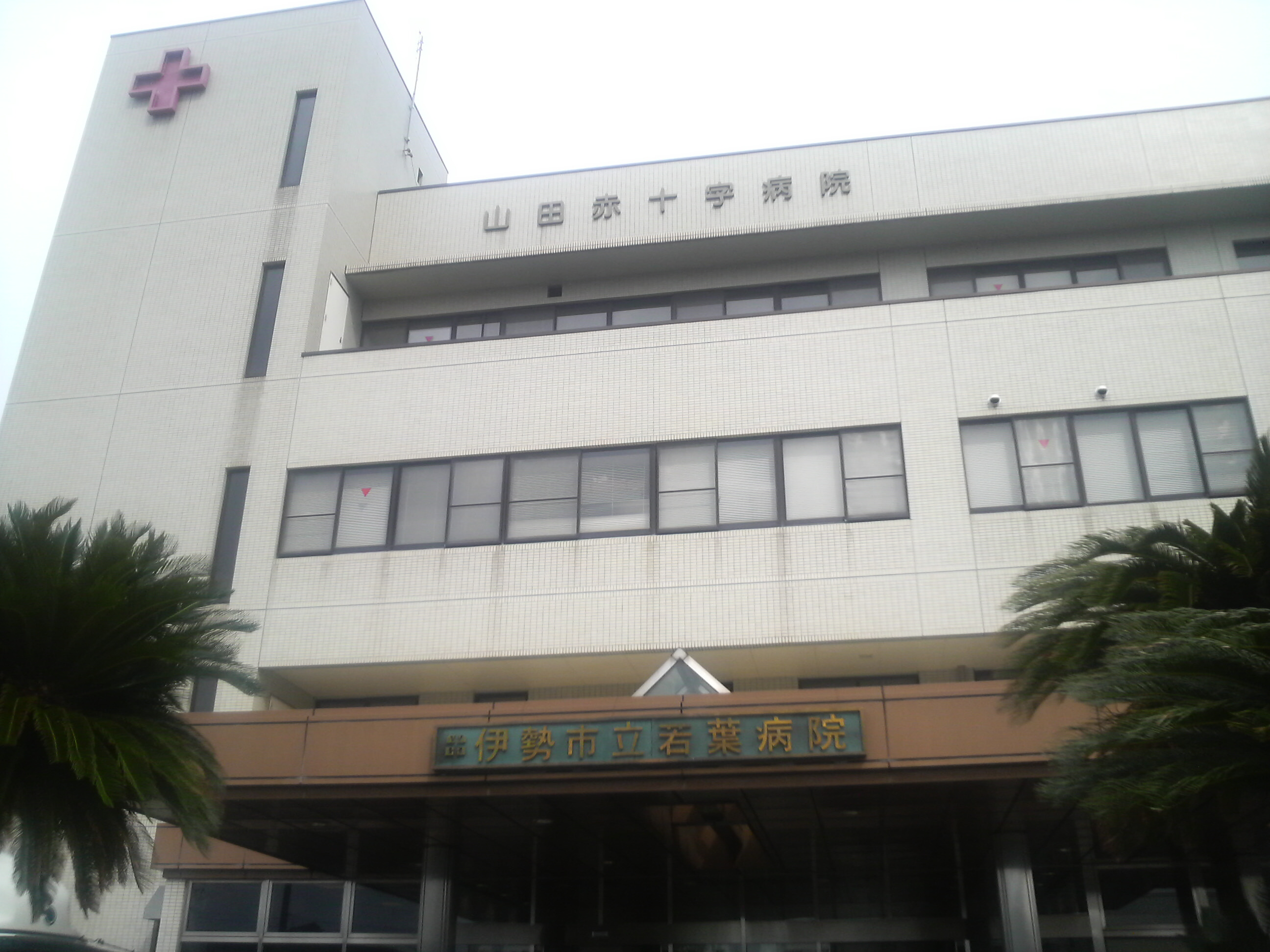
ロケ撮影当日の山田赤十字病院（2009年5月17日撮影）看板が「伊勢市立若葉病院」になっている。

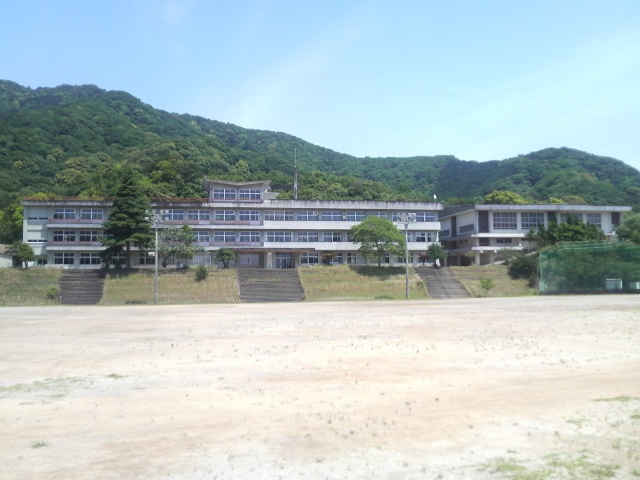
ロケ地であった南島中学校の旧校舎（2009年5月20日撮影）。ロケ撮影後に右側の体育館を残して校舎は取り壊された。

2010年4月3日全国公開。監督・深川栄洋、主演・池松壮亮により実写映画化。
原作の雰囲気を継承しつつも人物構成やセリフ等の変更が進められ、映画版の本作脚本に基づき製作された。そのため、登場人物の相関関係や後半のストーリーが原作とは大きく異なる。また、演出の都合上登場人物名はフルネームでの紹介はされていない。
伊勢市でロケを行ったが、路線バスの乗降が東京に合わせて「前乗り後ろ降り」（伊勢市で運行する三重交通では「後乗り前降り後払い」）になっているなど、原作とは別の理由で実際の伊勢市内とは変わっている部分もある。
2010年3月27日、当時伊勢市内唯一の映画館であった「伊勢進富座」では、全国に先駆けて公開され、劇場の最高動員数に達し、それまでの同劇場の記録保持作品だった「ヒロシマナガサキ」の記録を塗り替えた。

### キャスト（映画）
- 戎崎裕一 - 池松壮亮[36]：肝炎で入院中の高校生。
- 秋庭里香 - 忽那汐里[36]：生まれついての心臓病で入院中の高校生。
- 夏目吾郎 - 大泉洋[36]：元心臓外科医の内科医。
- 谷崎亜希子 - 濱田マリ[36]：看護師。
- 世古口保 - 加藤康起[36]：裕一の友達。
- 山西司 - 川村亮介[36]：裕一の友達。
- 水谷みゆき - 緑友利恵[36]：裕一の友達。
- 少年 - 森田直幸[36]：心臓病で入院中の少女の恋人。
- 少女 - 三浦由衣：心臓病で入院中の少女。
- 秋庭里香の母 - 中村久美[36]：夫を里香と同じ病で亡くしている。
- 病院長 - 螢雪次朗[36]：夏目の上司。
- 病院長 - 西岡德馬[36]（特別出演）：裕一と里香の入院している病院の院長。
- 夏目未来（みく） - 芦田愛菜[3]、恒松祐里（小学生時）：夏目の娘。

### スタッフ（映画）
- 監督 - 深川栄洋[36]
- 助監督 - 櫻井宏明[36]
- 脚本 - 西田征史[36]
- プロデューサー - 	小榑洋史[36]、豆岡良亮[36]、柴原祐一[36]
- スーパーバイジングプロデューサー - 大熊一成[3]、久保田修[3]
- ラインプロデューサー - 本島章雄[3]
- 編集 - 坂東直哉[36]
- 撮影 - 安田光[36]
- 美術 - 黒瀧きみえ[36]
- 照明 - 長田達也[36]
- 録音 - 林大輔[36]
- スタイリスト - 与那覇智[3]
- ヘアメイク - 岩橋奈都子[3]
- キャスティング - 田端利江[3]
- 音楽プロデューサー - 長岡和弘（jomon）[3]
- 音楽 - 平井真美子[3]、5to4[3]
- 制作プロダクション - IMJエンタテインメント[3]
- 共同制作 - タブ[3]
- 製作 - 「半分の月がのぼる空」製作委員会（ポニーキャニオン、IMJエンタテインメント、アスキー・メディアワークス）[3]
- 配給 - IMJエンタテインメント[3]、マジックアワー[3]

### 主題歌（映画）
『15の言葉』（阿部真央）

### 主なロケ地（映画）
撮影期間 2009年5月4日～6月1日。三重県伊勢市を中心に計7市町内で撮影が行われた。
伊勢市
山田赤十字病院・市立伊勢総合病院（病院）
虎尾山（砲台山）
伊勢市立明倫小学校（砲台山からの風景）
伊勢市駅前・すのこ橋（砲台山へ向かう道）
三重県立宇治山田高等学校（山上祭）
しんみち商店街（原付で走り抜けるシーン）
伊勢市立伊勢図書館（裕一が本を借りるシーン）
皇學館大学（大学入試・合格発表）
河崎（司の家・雨宿りのシーン）
大湊（タクシーで走り抜けるシーン）
二見興玉神社・賓日館（結婚式）
二見シーパラダイス（デート）
松阪市
松阪市民病院・松阪中央総合病院（病院）
鳥羽市
鳥羽水族館・ミキモト真珠島・千鳥ヶ浜海水浴場（デート）
度会郡南伊勢町
南伊勢町立南島中学校旧校舎（演劇）
※以上は2010年3月28日付中日新聞朝刊三紀17ページ及び伊勢志摩フィルムコミッション発行の『半分の月がのぼる空ロケ地MAP』による。
度会郡玉城町
志摩市
多気郡明和町